# الجنان الاصطناعية (كتاب)
الجنان الاصطناعية (بالإنجليزية: Les Paradis Artificiels)‏ هو كتاب للشاعر الفرنسي شارلز بودلير، نُشر لأول مرة في عام 1860، ويتناول موضوع التعرض لتأثير الأفيون والحشيش. يصف بودلير تأثيرات الأدوية ويناقش الطريقة التي يمكن بها من الناحية النظرية مساعدة البشرية في الوصول إلى عالم "مثالي". تأثر النص بأعمال توماس دي كوينسي اعترافات متعاطي الأفيون الإنجليزي [الإنجليزية]وصرخات من الأعماق [الإنجليزية].
يحلل بودلير في هذا الكتاب دوافع المدمن والتجربة النفسية لمتعاطي المخدرات [الإنجليزية]. وقد سبق وأن تنبأت كتاباته بالأعمال الأخرى التي ظهرت في الستينيات من القرن العشرين بشأن المؤثر النفسني ليسرجيد.

## مقالات ذات صلة
- متعاطي الحشيش (كتاب) [الإنجليزية] لفيتز هيو لودلو
- قائمة الكتب عن القنب [الإنجليزية]